# Chablekal
Chablekal es una pequeña localidad, comisaría perteneciente al municipio de Mérida, en Yucatán, México.

## Toponimia
El nombre (Chablekal) proviene de Chablé que es un patronímico en idioma maya y kal que significa ‘agujero’ o ‘boca de cenote’.

## Localización
La población se encuentra 21 kilómetros al norte del centro de la ciudad de Mérida, Yucatán, al oriente de la autopista que conduce al puerto de Progreso y 4 kilómetros al nor-oriente del club de golf La Ceiba.

## Galería

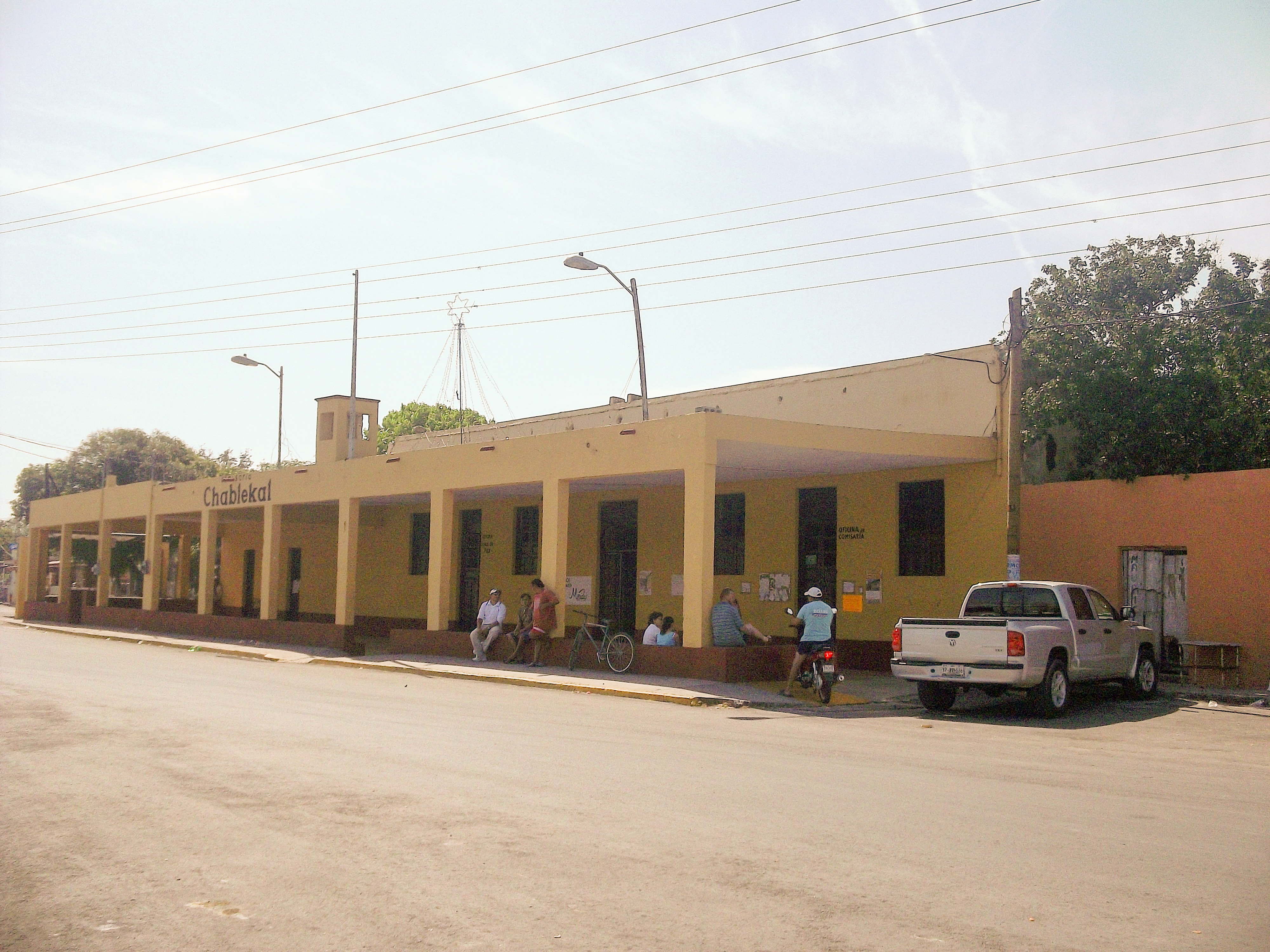
Casa comisarial de Chablekal.
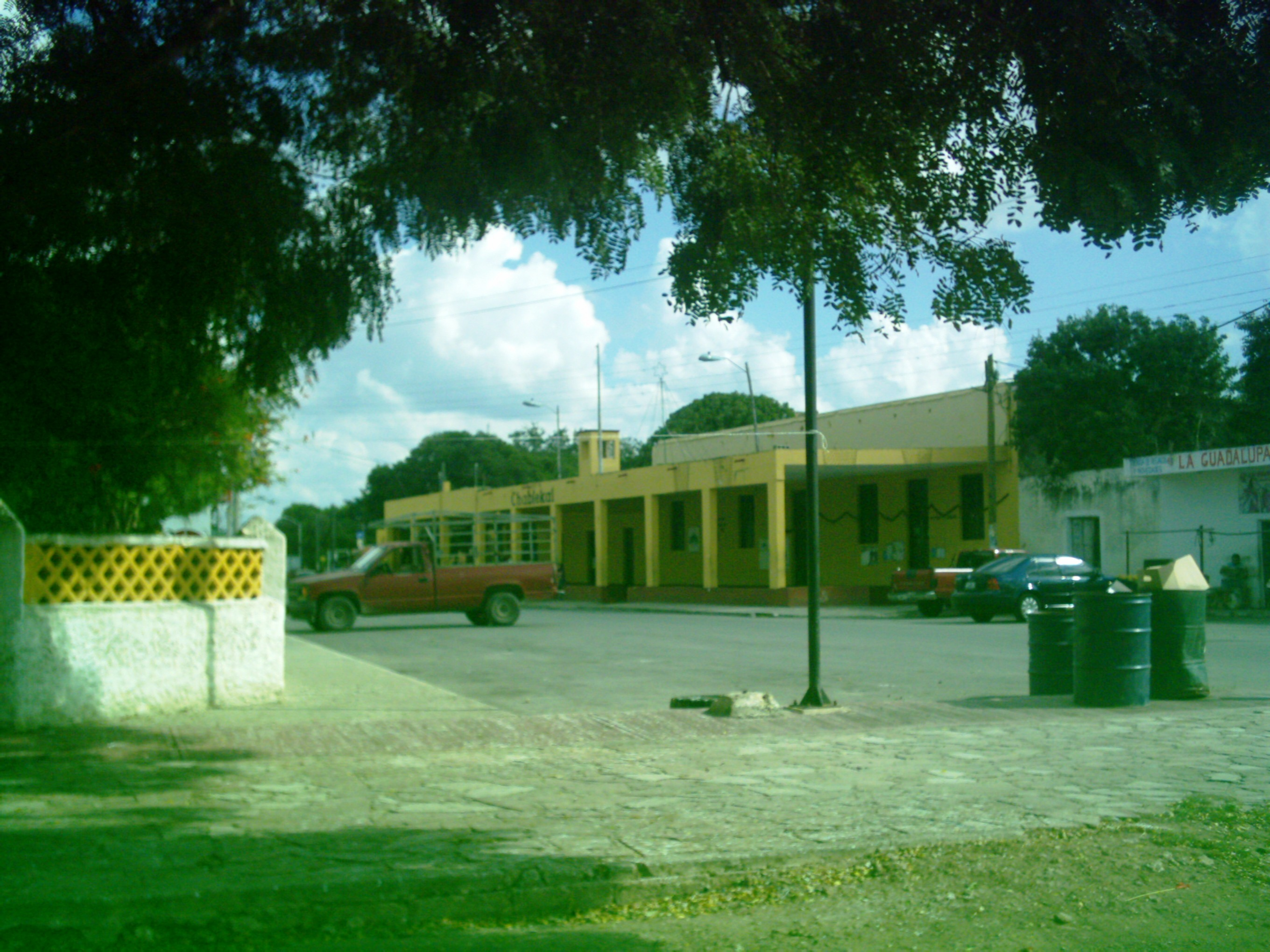
Casa comisarial de Chablekal.
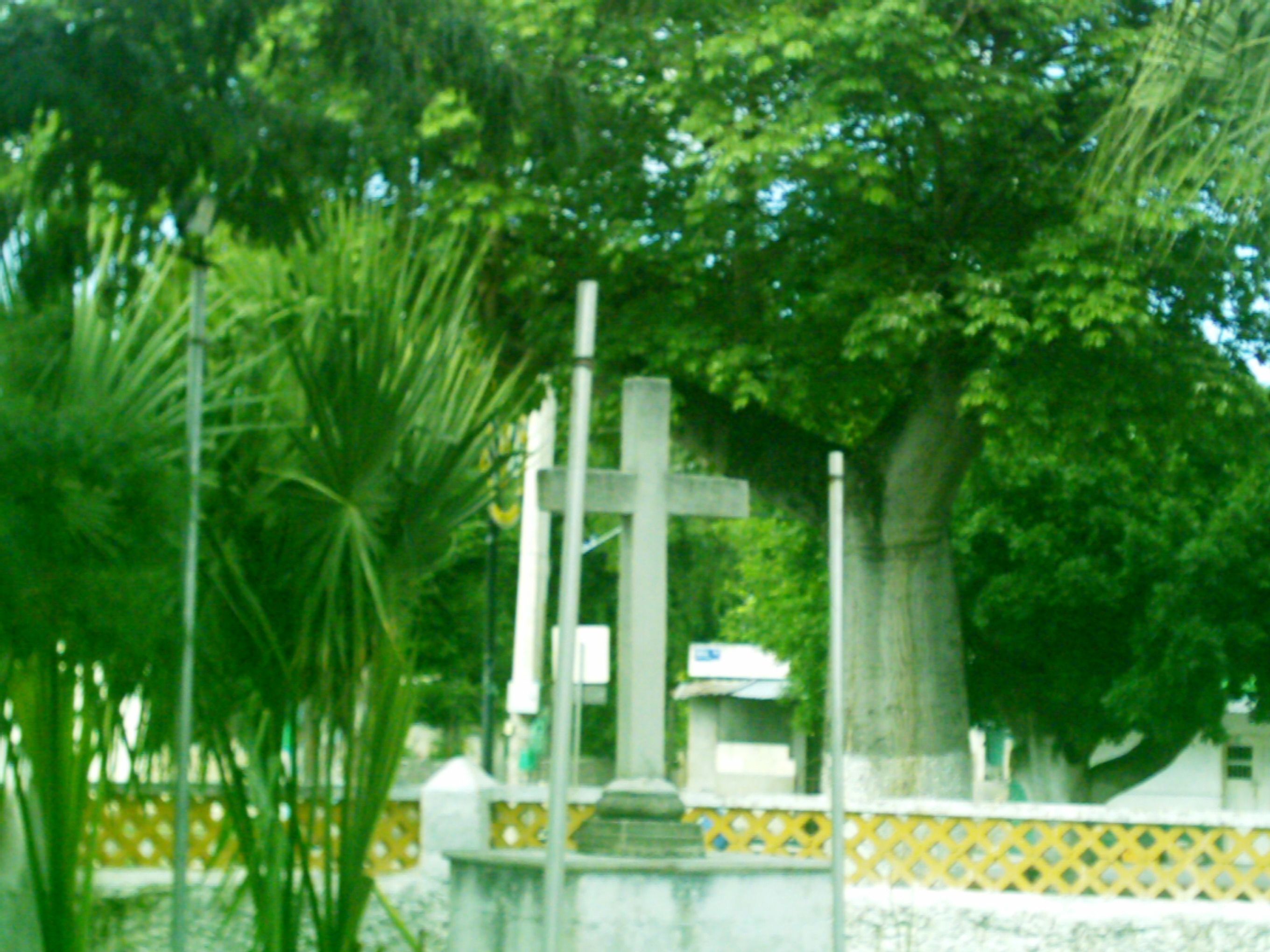
Iglesia principal de Chablekal.
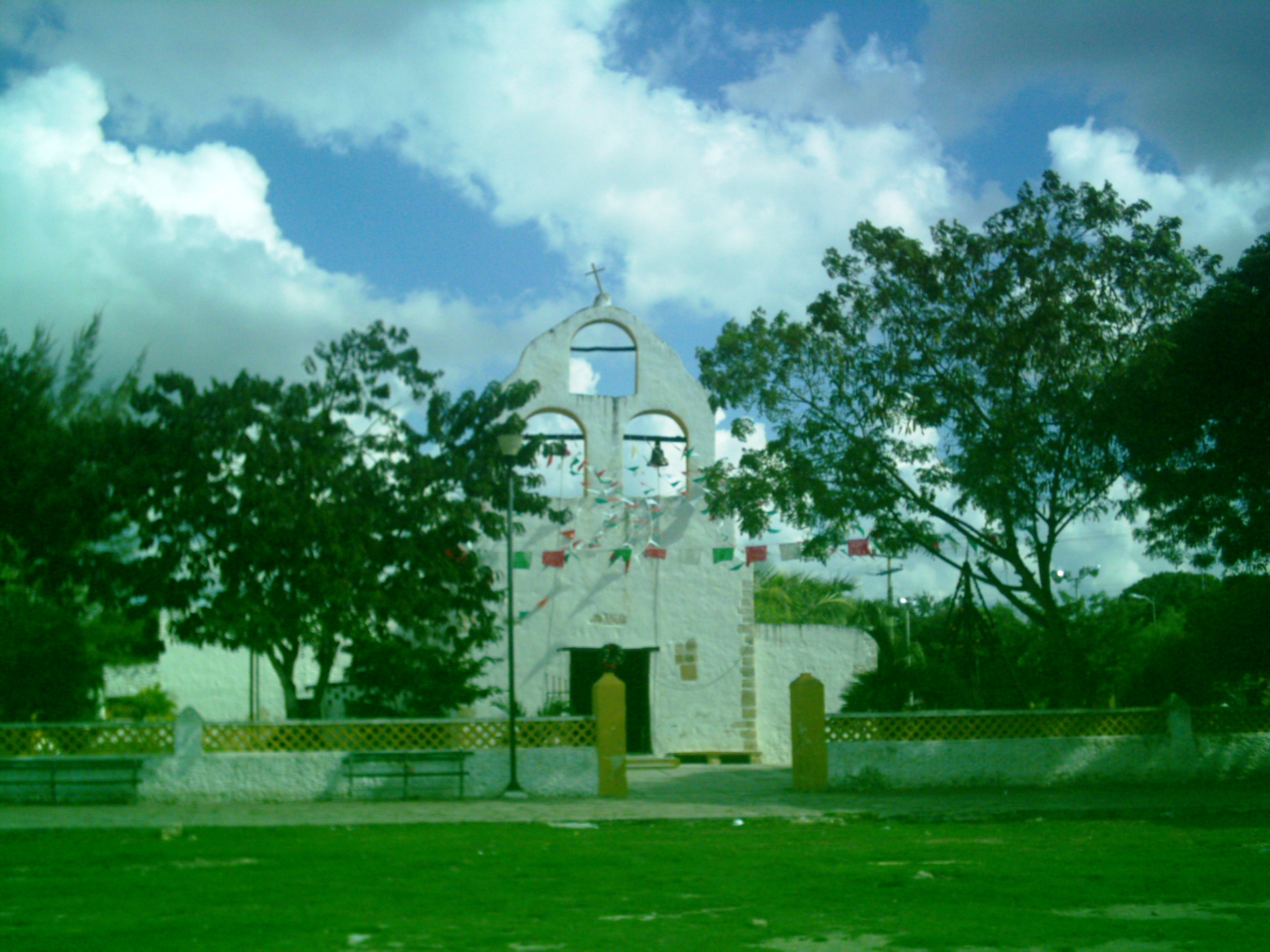
Iglesia principal de Chablekal.
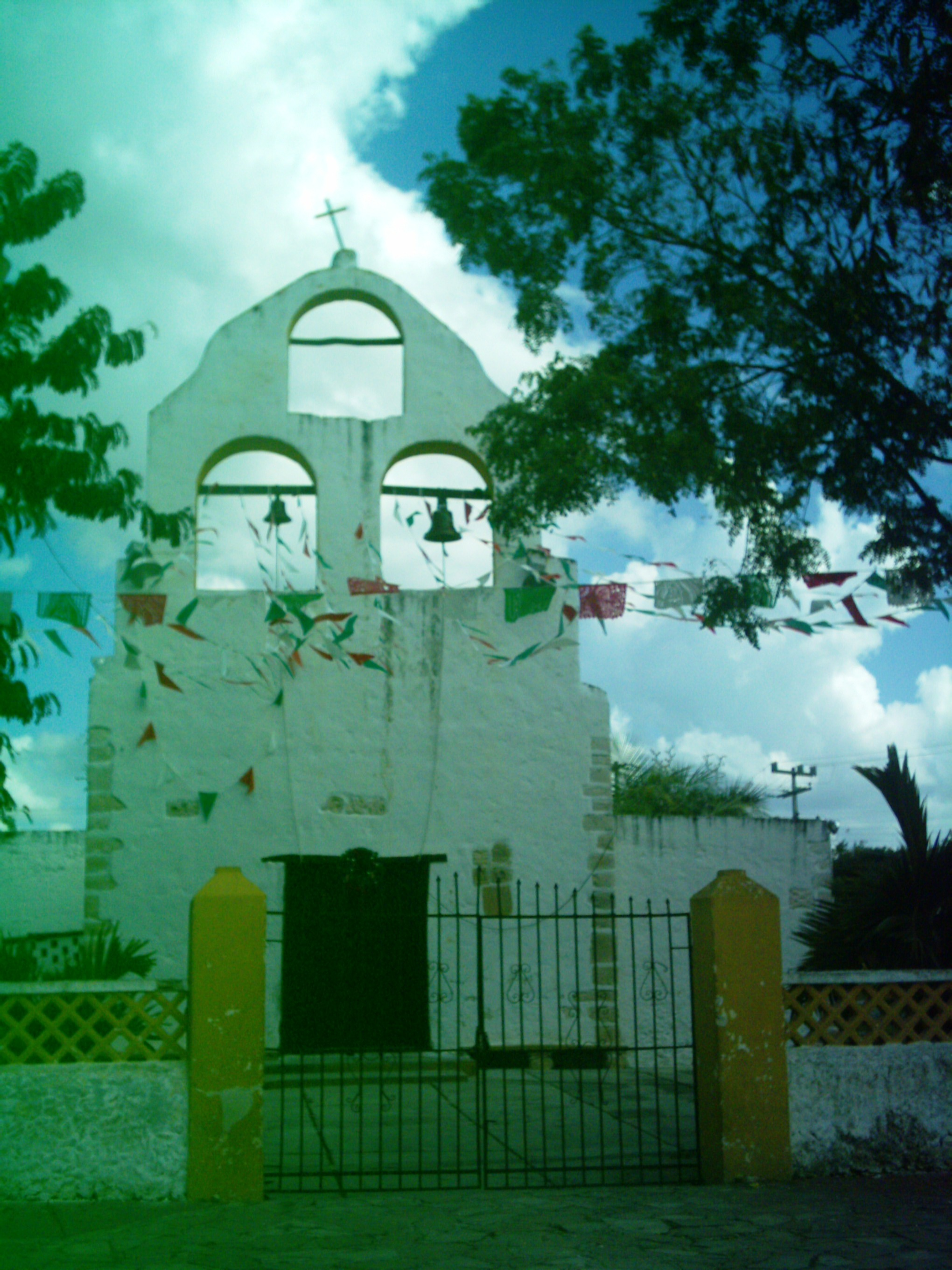
Iglesia principal de Chablekal.
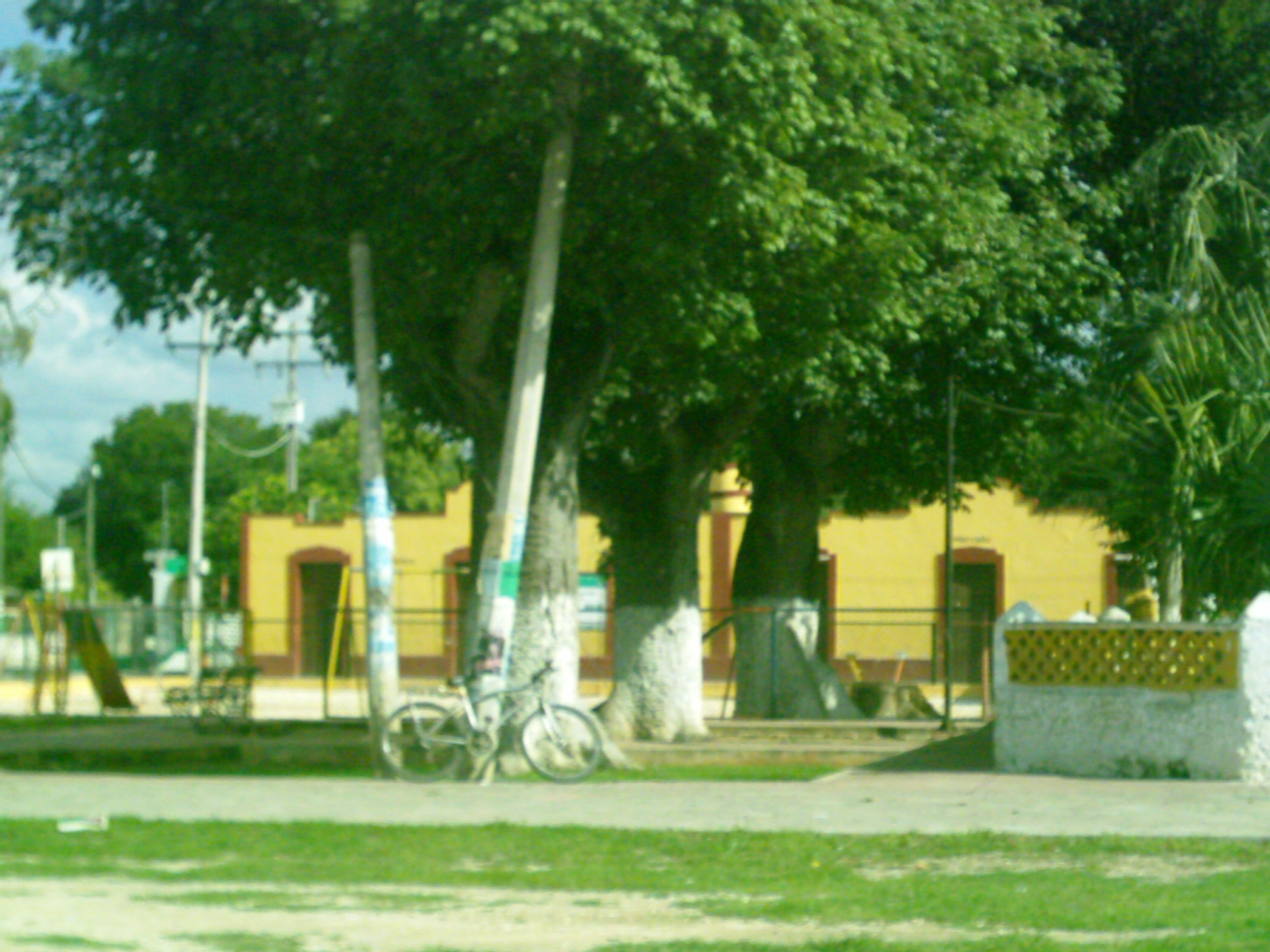
Parque principal y mercado de Chablekal.